# 成田憲彦
成田 憲彦（なりた のりひこ、1946年6月24日 - ）は、日本の政治学者。専門は、比較政治学・日本政治論。

## 人物・来歴
北海道札幌市生まれ。
細川護熙の首相時代に、内閣総理大臣首席秘書官（政務担当秘書官）を務めた。
首相秘書官退任後は、駿河台大学法学部教授を務めた。第5代駿河台大学学長。駿河台大学名誉教授。

## 略歴
- 1965年 北海道札幌北高等学校卒業
- 1969年 東京大学法学部卒業（法学士）。東洋政治思想史の丸山ゼミに所属[1]
- 1969年 国立国会図書館入館
- 1989年 国立国会図書館調査及び立法考査局政治議会課長
- 1993年 細川内閣 内閣総理大臣首席秘書官（政務担当秘書官）（細川護熙内閣総理大臣）
- 1995年 駿河台大学法学部教授
- 2000年 駿河台大学法学部長
- 2003年 駿河台大学副学長
- 2007年 駿河台大学学長（2007年4月 - 2011年3月）
- 2011年 野田内閣 内閣官房参与。政策一元化などの政府と与党の関係、内閣のスタッフ体制などについて首相への助言を行う[2]（2011年9月 - 2012年12月）
- 2017年 駿河台大学名誉教授

## 活動
- 細川護煕首相の秘書官として、衆議院小選挙区比例代表並立制導入にかかわった[3]。しかし、2011年9月16日の朝日新聞の単独インタビューでは、成田内閣官房参与は「穏健な多党制がいい」と主張し、衆議院の選挙制度について「小選挙区比例代表連用制や併用制も一つの選択肢。比例的要素の強いものが望ましい」と提案した[4]。選挙制度改革では、公明党も比例代表を重視する立場から連用制を検討しており、成田は「公明党に対する一つの対応策、エレメント（要素）にはなり得る」と指摘した[4]。
- 民主党代表選挙を控えた2011年8月、野田佳彦に近い細川護熙の意向を受け、野田佳彦と小沢一郎元民主党代表の連絡役を務めた[5]。
- ニュース番組、選挙速報番組、新聞紙上等で、解説者・有識者としての出演・執筆・寄稿等が多くある。
- 大学のゼミでは、新聞を用いて政治に限らず時事ネタを扱う演習を行っている。

## 主な著書

### 単著
- 『官邸』上・下 （講談社、2002年）

### 共著
- 『日本議会史録』（第一法規出版、1990年）（内田健三編著、天川晃、増田弘、富田信男）
- 『日本政治は甦るか』（日本放送出版協会、1997年）（井芹浩文、早野透、蒲島郁夫、近藤大博、内田健三、川戸恵子、曽根泰教）
- 『この政治空白の時代』（木鐸社、2001年）（井芹弘文、内田健三、蒲島郁夫、川戸恵子、近藤大博、曽根泰教、高橋栄一、早野透）

他